# 1-4-2

Колёсная схема паровоза типа 1-4-2

Тип 1-4-2 — паровоз с четырьмя движущими осями в одной жёсткой раме, одной бегунковой и двумя поддерживающими колёсными парами, объединёнными в тележке. Наличие 2-х осной поддерживающей тележки позволяет значительно увеличить площадь колосниковой решётки и объём топочного пространства. В Северной Америке, тип 1-4-2 являлся исключительно грузовым локомотивом. В СССР, в 1932 г., на базе грузового типа 1-5-1 серии ФД, был создан самый мощный в Европе и в Азии пассажирский паровоз серии ИС. Безтендерные танк-паровозы, с осевой формулой 1-4-2Т, следует относить к самостоятельному типу.
Методы записи для разных классификаций:
- Международная (UIC): 1D2
- Американская: 2-8-4
- Испанская и французская: 142
- Российская: 1-4-2
- Швейцарская: 4/7

## Соединённые Штаты
В начале XX века на железных дорогах Северной Америки получили широкое распространение паровозы типа 1-4-1. Стремление увеличить мощность типа 1-4-1 по котлу, за счёт увеличения объёма топки, привело к перегрузу задней поддерживающей оси. Вариант размещения топки над движущими колёсами, для типа 1-4-1 был невыгоден по условию габарита американских железных дорог. Поэтому логичным решением явилась замена одноосной поддерживающей тележки — 2-х осной, развив тем самым, тип 1-4-1 в тип 1-4-2.

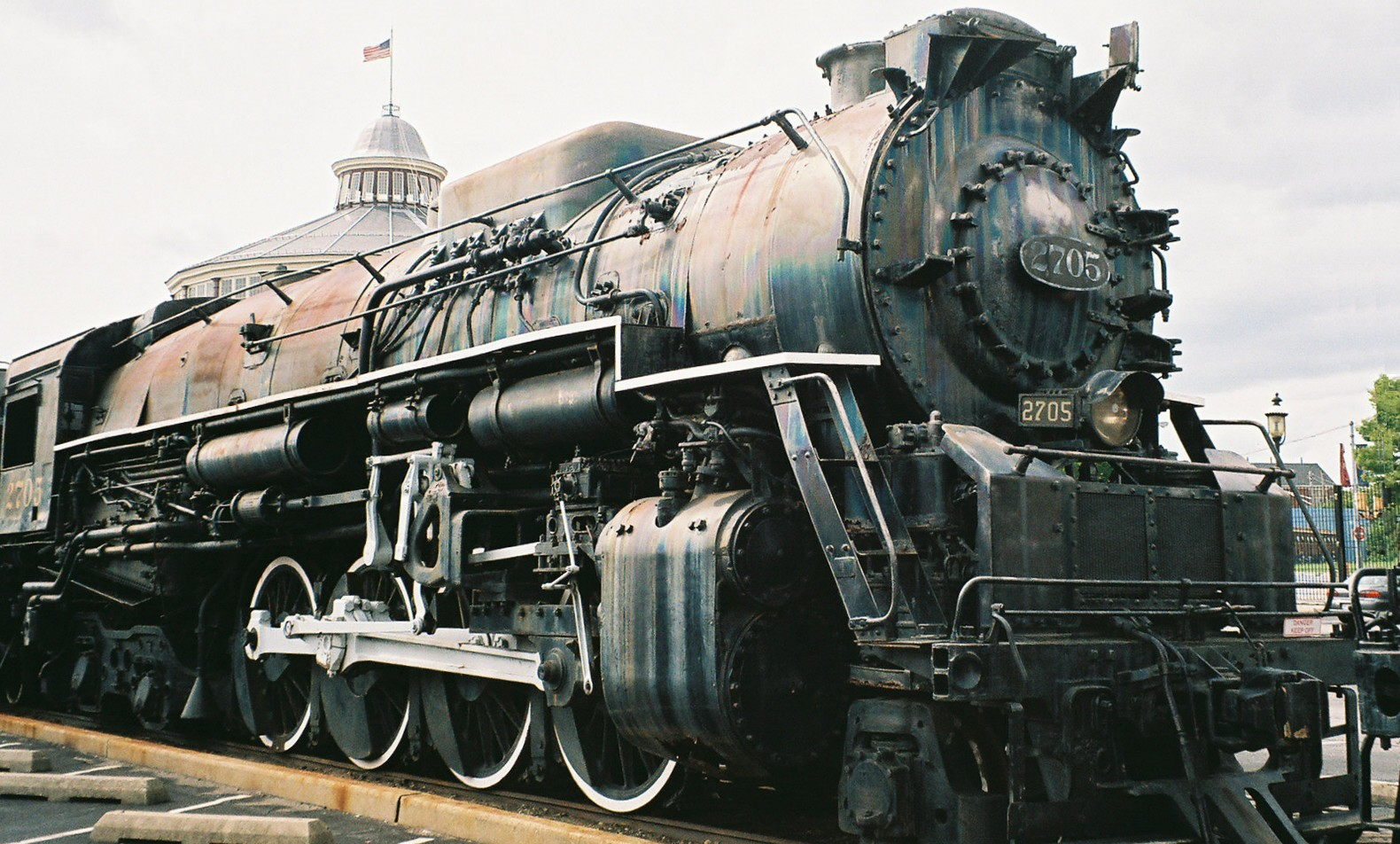
Паровоз «Big Mike»

В 1919 году на ж.д. Atchison, Topeka and Santa Fe Railway были впервые в мире, проведены практические испытания первого паровоза с осевой формулой 1-5-2 (переделан из типа 1-5-1), который показал удовлетворительное вписывание в кривые двухосной поддерживающей тележки. В результате в 1925 году завод Lima построил для дороги Boston and Albany Railroad первые в мире паровозы типа 1-4-2. Дорога проходила через горы Беркшир и имела весьма сложный профиль, однако паровозы типа 1-4-2 показали свою превосходство над типом 1-4-1, водя поезда с более высокими скоростями. Традиционно, право присвоить название, новому типу паровоза в Северной Америке, получает та ж.д., которая первая его заказала постройкой и ввела в эксплуатацию. Поэтому, решением правления дороги, паровозу с осевой формулой 1-4-2 было присвоено название «Беркшир», по географическому названию горного массива Беркшир и явилось основным для паровозов данного типа. Успешная эксплуатация паровозов типа 1-4-2 привела к тому, что впоследствии дорога заказала ещё несколько сотен аналогичных локомотивов, в том числе и на заводе ALCO.
Наибольшую же популярность паровозы Berkshire получают в 1934 году, когда в Консультативном механическом комитете (Advisory Mechanical Committee) был создан проект мощного паровоза (за ним закрепилось прозвище «Big Mike») типа 1-4-2. Данные паровозы поступали на Nickel Plate Road, Erie Railroad, Chesapeake and Ohio Railway и Pere Marquette Railroad. Всего же в США паровозы типа 1-4-2 строились на 3 заводах («Большая тройка»: ALCO, Baldwin, Lima) с 1924 по 1948 гг. для целого ряда американских дорог. По разным оценкам, к 1940-м на американских дорогах числилось около 700 паровозов типа 1-4-2, что составляло не более 2 % от общего локомотивного американского парка. 

В практике североамериканского паровозостроения тендерные паровозы типа 1-4-2 создавались исключительно в качестве грузовых, все они снабжались передней, одноосной, «бегунковой» тележкой системы «Биссель». 

## Советский Союз

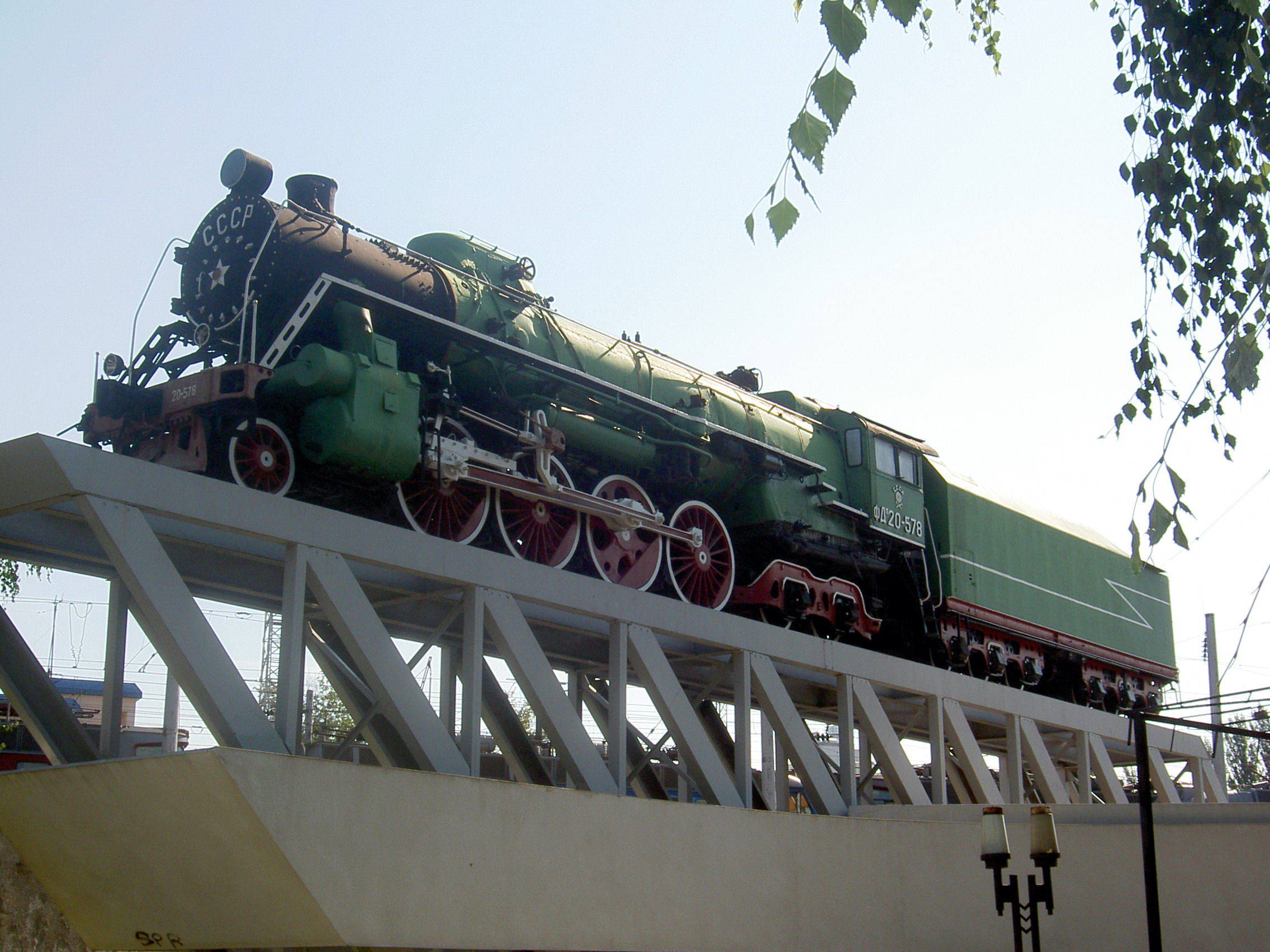
Паровоз ИС

В 1929 году на Коломенском заводе был создан проект пассажирского паровоза типа 1-4-1 («Микадо»). У проектируемого паровоза площадь колосниковой решётки равнялась 6 м², а диаметр движущих колёс — 1700 мм. Проект так и остался на бумаге, а вместо этого в 1931 году начали проектирование более мощного пассажирского локомотива типа 1-4-2 которому присвоили заводское обозначение 2П (2-й тип паровоза). 4 октября 1932 года завод выпустил первый пассажирский паровоз данного типа, которому была присвоена серия ИС (Иосиф Сталин), а полное обозначение — ИС20. Диаметр колёс у нового паровоза составлял 1850 мм, по конструкции он был унифицирован с грузовым паровозом серии ФД (тип 1-5-1). В 1933—1935 гг. Коломенский завод выпустил ещё 5 паровозов, после чего с 1936 по 1941 гг. данные паровозы выпускал Ворошиловградский паровозостроительный завод. В 1937 году паровоз ИС20-241 на Всемирной выставке в Париже завоевал Гран-при. Всего же было выпущено 649 паровозов серии ИС, из них 11 — ИС21, которые отличались конструкцией пароперегревателя. Паровозы серии ИС эксплуатировались на 22 из 43 железных дорогах Советского Союза, но из-за высокого веса так и не получили широкого распространения. Из всех советских пассажирских паровозов, паровозы ИС были самыми мощными. В 1962 году обозначение их серии сменили на ФДп (пассажирская разновидность паровоза ФД), а через несколько лет начали интенсивно списывать.
Также есть данные, что в 1941 году Коломенским заводом была выпущена партия паровозов ЛК (Лазарь Каганович)), которые имели повышенную нагрузку от осей на рельсы (23 тс).

## Паровозы типа 1-4-2 в культуре
Во многих фильмах появляются упомянутые выше паровозы (например ИС в «Поезд идёт на восток»). В анимации следует отметить следующие появления паровозов данного типа.
- В Трансформерах у десептикона Астропоезд в одной из версий одной из форм трансформации является японский паровоз D62 типа 1-4-2.
- В «Полярном экспрессе» поезд ведёт паровоз типа 1-4-2

Из игр же можно упомянуть следующие появления:
- «Транспортный олигарх» — при игре на карте США в 1929 году появляется паровоз типа 1-4-2 производства Lima (в игре назван Lama 2-8-4 Berkshire).
- «Railroad Pioneer» — с 1873 года игрок может разработать и приобрести паровоз типа «Berkshire» («Беркшир»).